# The Best of Sertab Erener
The Best of Sertab Erener is het eerste verzamelalbum van de Turkse singer-songwriter Sertab Erener.

## Nummers
1. Vur Yüreğim
2. Zor Kadın (feat. Voice Male)
3. Kumsalda
4. Kendime Yeni Bir Ben Lazım
5. Yanarım
6. Private Emotion (feat. Ricky Martin)
7. Every Way That I Can
8. Aslolan Aşktır
9. Hani Kimi Zaman
10. Here I Am
11. Music
12. Aşk (Fos) (feat. Mando)
13. Yolun Başı
14. Kim haklıysa
15. Dos Gardenias
16. Aşk Ölmez, Biz Ölürüz
17. One More Cup Of Coffee